# Lorenzo Sanz Mancebo
Lorenzo Sanz Mancebo (Madrid, 9 d'agost del 1943 – Madrid, 20 de març de 2020) va ser un empresari espanyol, president del Reial Madrid CF entre 1995 i 2000. Fou propietari també del Málaga Club de Fútbol SAD entre 2006 i 2010.

## Trajectòria
Va néixer en el bressol d'una família humil de Madrid, de la qual va ser el major de deu germans. Durant la seva joventut va ser porter de diversos equips de futbol de Madrid, com el CD Puerta Bonita. Va començar la seva carrera empresarial amb una fàbrica de paper pintat. Va estar vinculat a Fuerza Nueva, partit d'extrema dreta al qui gestionava la publicitat.
Casat amb María Luz Durán Muñoz, va ser pare de cinc fills. El primogènit, Lorenzo, va ser jugador de bàsquet i va disputar dues temporades amb el primer equip del Reial Madrid i, posteriorment, va ser durant dues temporades director tècnic de la secció. Els següents fills homes, Paco -que va disputar vuit partits a Primera Divisió- i Fernando -qui va pertànyer quatre temporades al primer equip del Reial Madrid i set al Màlaga CF-, van ser futbolistes i posteriorment presidents del Granada CF i del Màlaga CF, respectivament. Entre 2006 i 2010 va ser propietari del Málaga CF, coincidint amb la presidència del seu fill Fernando. Les seves filles van ser María Luz «Malula» (1975), que es va casar amb el futbolista del Reial Madrid Míchel Salgado, i Diana (1977).
Va ser ingressat a la Unitat de Cures Intensives de l'Hospital Universitari Fundació Jiménez Díaz el 17 de març de 2020 després de confirmar-se infecció per la COVID-19. Sobre les 21:50 hores del 21 de març de 2020 va morir a Madrid, als 76 anys, a conseqüència de la pandèmia de la COVID-19. El 27 de març el seu fill Lorenzo manifestà al programa de televisió Sálvame (Telecinco) que el cadàver del seu pare es trobava en indret desconegut després que, davant del col·lapse per la pandèmia, s'hagués de traslladar del tanatori de Sant Isidre al tanatori de l'Escorial.

### Reial Madrid CF
Va ser vicepresident del Reial Madrid durant el mandat de Ramón Mendoza, després de la seva dimissió el 1995 va assolir la presidència del club fins al 2000, quan va perdre les eleccions convocades anticipadament davant Florentino Pérez. Amb ell de president, el club blanc va guanyar dues Lligues de Campions, el 1998 i el 2000 i la lliga espanyola 1996-97. Va ser especial la Lliga de Campions del 1998, ja que feia 32 anys que no la guanyava.
Al juliol del 2004 es va presentar a les eleccions a la presidència del Reial Madrid CF, on només va aconseguir un 4,05% dels vots davant el 94,25% de Florentino Pérez. Durant l'any 2005 va emprendre negociacions per fer-se càrrec de l'equip italià Parma FC, que van finalitzar sense èxit al gener de l'any següent. Es va tornar a presentar a les eleccions del Reial Madrid el 2006, però va perdre novament, aquest cop davant Ramón Calderón.